# Élections législatives de 1914 dans le Gers
 (juillet 2025).
Si vous disposez d'ouvrages ou d'articles de référence ou si vous connaissez des sites web de qualité traitant du thème abordé ici, merci de compléter l'article en donnant les références utiles à sa vérifiabilité et en les liant à la section « Notes et références ».
Les élections législatives de 1914 ont eu lieu les 26 avril et 10 mai 1914.

## Élus
Les élus des élections législatives de 1914 dans le Gers sont, :
|   | Circonscription | Député sortant |  | Groupe parlementaire | Député élu         |  | Groupe parlementaire                |
| - | --------------- | -------------- |  | -------------------- | ------------------ |  | ----------------------------------- |
| 1 | Auch            |                |  |                      | Abel Gardey        |  | Parti radical et radical-socialiste |
| 2 | Condom          |                |  |                      | Alexandre Dufrèche |  | Parti radical et radical-socialiste |
| 3 | Lectoure        |                |  |                      | Thierry Cazes      |  | Parti radical et radical-socialiste |
| 4 | Lombez          |                |  |                      | Isidore Tournan    |  | Républicain socialiste              |
| 5 | Mirande         |                |  |                      | Joseph Noulens     |  | Parti radical et radical-socialiste |

## Résultats à l'échelle du département
| Partis         | Partis                                           | Premier tour | Premier tour | Sièges |
| Partis         | Partis                                           | Voix         | %            | Sièges |
| -------------- | ------------------------------------------------ | ------------ | ------------ | ------ |
|                | Parti républicain, radical et radical-socialiste | 29 089       | 50,19        | 4      |
|                | Radicaux indépendants                            | 12 823       | 22,13        | 0      |
|                | Parti républicain-socialiste                     | 10 026       | 17,30        | 1      |
|                | Section française de l'Internationale ouvrière   | 5 962        | 10,29        | 0      |
|                | Divers                                           | 52           | 0,09         | 0      |
|                |                                                  |              |              |        |
| Inscrits       | Inscrits                                         | 76 922       | 100,00       | 5      |
| Votants        | Votants                                          | 60 223       | 78,29        |        |
| Abstention     | Abstention                                       | 16 699       | 21,71        |        |
| Blancs et nuls | Blancs et nuls                                   | 2 271        | 3,77         |        |
| Exprimés       | Exprimés                                         | 57 952       | 96,23        |        |

## Résultats par arrondissement

### Arrondissement d'Auch
| Candidats      | Candidats         | Étiquette           | Premier tour | Premier tour |
| Candidats      | Candidats         | Étiquette           | Voix         | %            |
| -------------- | ----------------- | ------------------- | ------------ | ------------ |
|                | Abel Gardey       | PRRRS               | 6 717        | 50,04        |
|                | Aristide Samalens | Radical indépendant | 6 402        | 47,70        |
|                | Labatut           | PRS                 | 141          | 1,05         |
|                | Laffargue-Tartas  | SFIO                | 112          | 0,83         |
|                | Divers            | Divers              | 50           | 0,37         |
|                |                   |                     |              |              |
| Inscrits       | Inscrits          | Inscrits            | 16 521       | 100,00       |
| Votants        | Votants           | Votants             | 13 586       | 82,23        |
| Abstention     | Abstention        | Abstention          | 2 935        | 17,77        |
| Blancs et nuls | Blancs et nuls    | Blancs et nuls      | 164          | 1,21         |
| Exprimés       | Exprimés          | Exprimés            | 13 422       | 98,79        |

### Arrondissement de Condom
| Candidats      | Candidats          | Étiquette      | Premier tour | Premier tour |
| Candidats      | Candidats          | Étiquette      | Voix         | %            |
| -------------- | ------------------ | -------------- | ------------ | ------------ |
|                | Alexandre Dufrèche | PRRRS          | 8 074        | 64,82        |
|                | Dupuy              | SFIO           | 4 380        | 35,16        |
|                | Divers             | Divers         | 2            | 0,02         |
|                |                    |                |              |              |
| Inscrits       | Inscrits           | Inscrits       | 18 632       | 100,00       |
| Votants        | Votants            | Votants        | 13 391       | 71,87        |
| Abstention     | Abstention         | Abstention     | 5 241        | 28,13        |
| Blancs et nuls | Blancs et nuls     | Blancs et nuls | 935          | 6,98         |
| Exprimés       | Exprimés           | Exprimés       | 12 456       | 93,02        |

### Arrondissement de Lectoure
| Candidats      | Candidats      | Étiquette           | Premier tour | Premier tour |
| Candidats      | Candidats      | Étiquette           | Voix         | %            |
| -------------- | -------------- | ------------------- | ------------ | ------------ |
|                | Thierry Cazes  | PRRRS               | 4 950        | 55,47        |
|                | Gissot         | Radical indépendant | 2 510        | 28,13        |
|                | Monties        | SFIO                | 1 464        | 16,41        |
|                |                |                     |              |              |
| Inscrits       | Inscrits       | Inscrits            | 11 650       | 100,00       |
| Votants        | Votants        | Votants             | 9 106        | 78,16        |
| Abstention     | Abstention     | Abstention          | 2 544        | 21,84        |
| Blancs et nuls | Blancs et nuls | Blancs et nuls      | 182          | 2,00         |
| Exprimés       | Exprimés       | Exprimés            | 8 924        | 98,00        |

### Arrondissement de Lombez
| Candidats      | Candidats       | Étiquette           | Premier tour | Premier tour |
| Candidats      | Candidats       | Étiquette           | Voix         | %            |
| -------------- | --------------- | ------------------- | ------------ | ------------ |
|                | Isidore Tournan | PRS                 | 4 651        | 54,28        |
|                | Dubarry         | Radical indépendant | 3 911        | 45,65        |
|                | Laboubée        | SFIO                | 6            | 0,07         |
|                |                 |                     |              |              |
| Inscrits       | Inscrits        | Inscrits            | 10 254       | 100,00       |
| Votants        | Votants         | Votants             | 8 722        | 85,06        |
| Abstention     | Abstention      | Abstention          | 1 532        | 14,94        |
| Blancs et nuls | Blancs et nuls  | Blancs et nuls      | 154          | 1,77         |
| Exprimés       | Exprimés        | Exprimés            | 8 568        | 98,23        |

### Arrondissement de Mirande
| Candidats      | Candidats       | Étiquette      | Premier tour | Premier tour |
| Candidats      | Candidats       | Étiquette      | Voix         | %            |
| -------------- | --------------- | -------------- | ------------ | ------------ |
|                | Joseph Noulens  | PRRRS          | 9 348        | 64,11        |
|                | Gratien-Dousset | PRS            | 3 564        | 24,44        |
|                | Col             | PRS            | 1 670        | 11,45        |
|                |                 |                |              |              |
| Inscrits       | Inscrits        | Inscrits       | 19 865       | 100,00       |
| Votants        | Votants         | Votants        | 15 418       | 77,61        |
| Abstention     | Abstention      | Abstention     | 4 447        | 22,39        |
| Blancs et nuls | Blancs et nuls  | Blancs et nuls | 836          | 5,42         |
| Exprimés       | Exprimés        | Exprimés       | 14 582       | 94,58        |